# Décès en 839
Décès
- 835
- 836
- 837
- 838
- 839
- 840
- 841
- 842
- 843

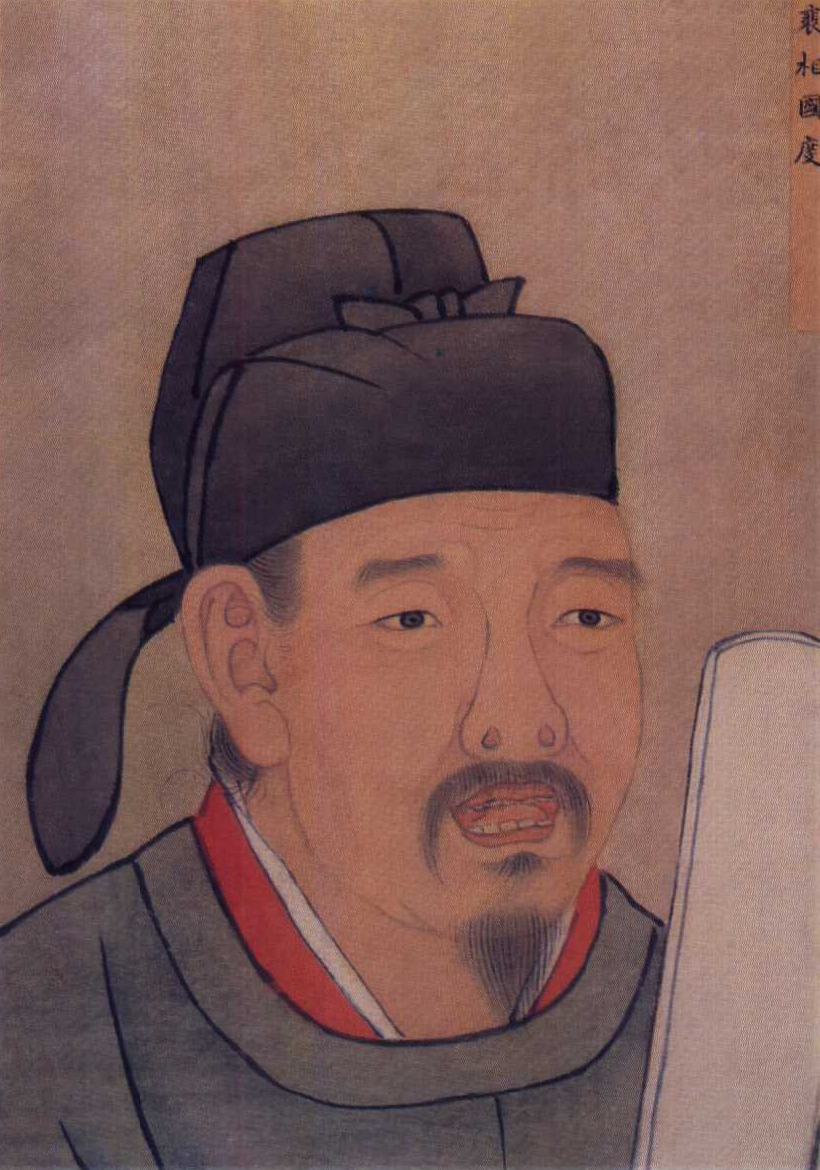
Pei Du mort en 839.

Cette page dresse une liste de personnalités mortes au cours de l'année 839 :
- 21 avril : Pei Du (en), ministre chinois.

- Áed mac Boanta, roi du Dál Riata.
- Aznar Ier Galíndez, comte d'Aragon.
- Cathal mac Muirgiusso, roi de Connacht.
- Chengguan (en), moine chinois.
- Cummascach mac Congalaig, roi de Brega.
- Ecgberht, roi du Wessex[1].
- Eòganán mac Óengus, roi des Pictes
- Ibrahim ibn al-Mahdî, prince abbasside.
- Mazyar, aristocrate perse.
- Minae (en), roi de Silla (Corée).
- Muiredach mac Eochada, roi d'Uliad issu du Dal Fiatach.
- Sicard de Bénévent, prince lombard de Bénévent.
- Vatché Ier, prince de Kakhétie.

date incertaine (839 ou 840)
- 16 juin : Rorgon Ier, comte de Rennes et du Maine.
- Wiglaf, roi de Mercie.

## Crédit d'auteurs
- Cet article est partiellement ou en totalité issu de l'article intitulé « 839 » (voir la liste des auteurs).